# Greiffenberg (Angermünde)
Greiffenberg è una frazione della città tedesca di Angermünde, nel Brandeburgo.

## Storia
Il centro abitato di Greiffenberg, sviluppatosi intorno a una fortezza (Burg Greiffenberg) fu citato per la prima volta nel 1261.
Il 26 ottobre 2003 il comune di Greiffenberg fu aggregato alla città di Angermünde.